# Forces britanniques en Allemagne

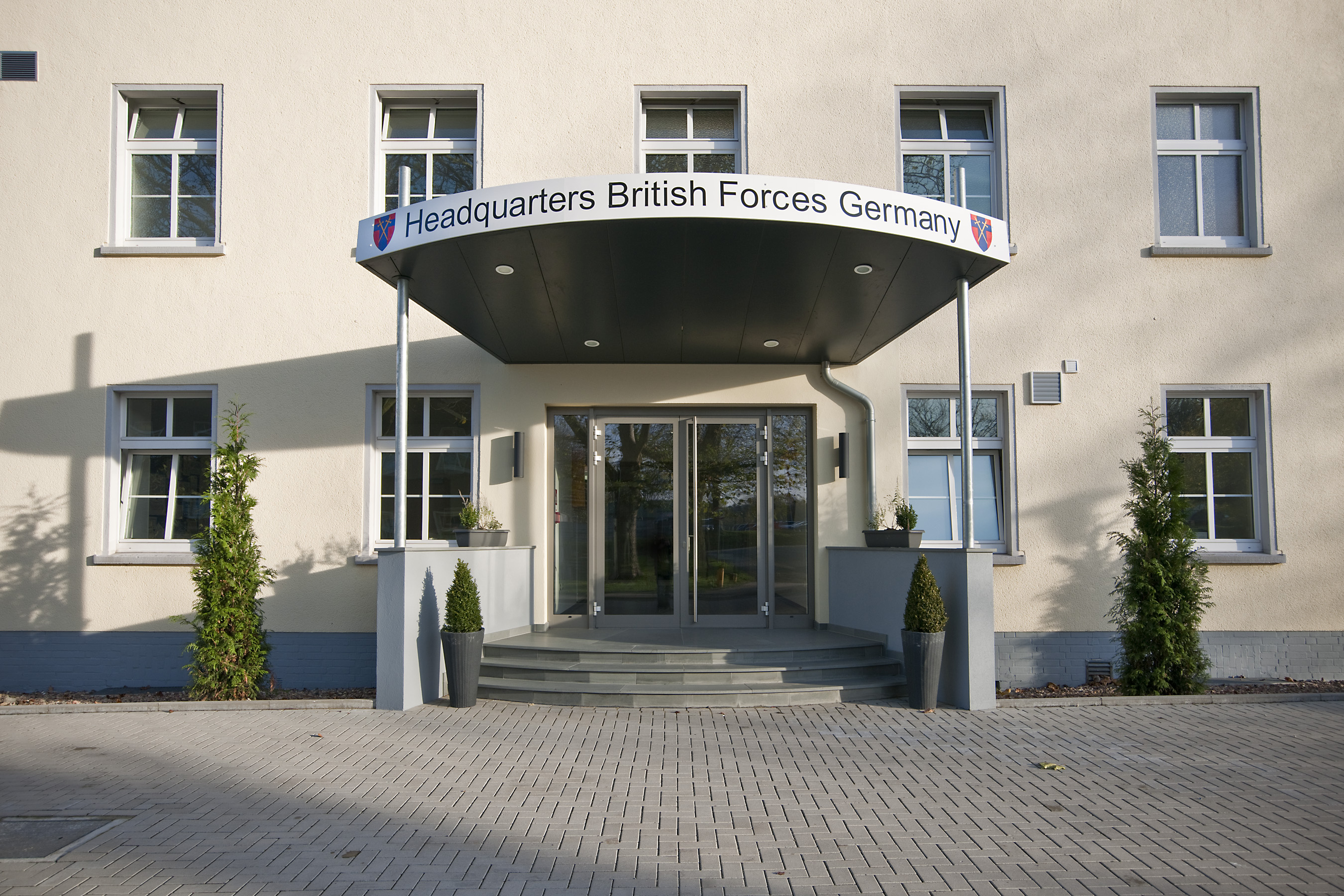
Quartier-général des forces britanniques en Allemagne

Les forces britanniques en Allemagne (British Forces Germany ou BFG) est le nom du service britannique militaire et civil basé en Allemagne, et qui fait partie de la British Army (armée de terre britannique) de 1945 à 2020 . À la suite de la dissolution de la British Army of the Rhine (BAOR) et de la Royal Air Force Germany (en) (RAFG) à la fin de la guerre froide, le personnel des forces armées britanniques en Allemagne a été réduit à environ 25 000 personnes en 2004 et le retrait total des unités britanniques de combat en Allemagne a lieu en 2019. 
Les BFG sont principalement concentrées en Rhénanie-du-Nord-Westphalie et en Basse-Saxe dans l'ancienne zone d'occupation britannique en Allemagne.

## Historique

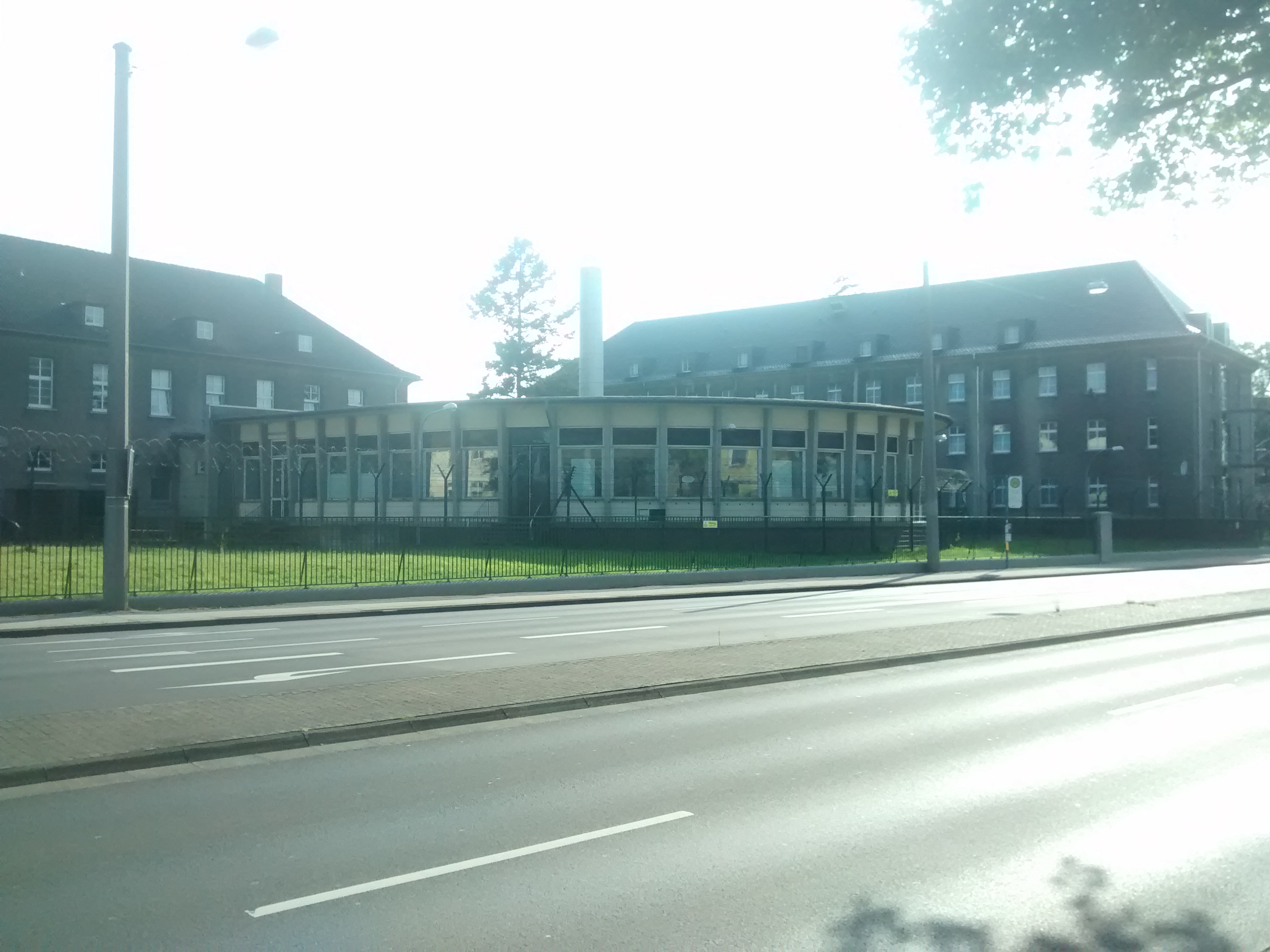
Bâtiment de la BFG

En 1965, le budget consacrés aux forces britanniques en Allemagne de l’Ouest est de 180 millions de livres sterling(
3511 millions de £ actuels), le deuxiéme poste après celui des forces stationnés en Malaisie avant le retrait de l'Est de Suez annoncé en 1966 .
La BFG a considérablement réduit ses effectifs depuis le rapport de l’Options for Change (en) (plan de restructuration des forces armées britanniques) au début des années 1990, mais elle reste la plus grosse concentration des forces armées du Royaume-Uni stationnées en permanence hors du pays. Depuis lors, la présence britannique est regroupée autour de la 1re division blindée, ses trois brigades et des éléments de soutien. Le quartier général est situé à Herford, près de Bielefeld, avec des garnisons séparées à Gütersloh, Hohne, et Paderborn. Une autre garnison à Osnabrück a fermé en 2009. De plus, la zone de garnison du Rhin (Rhine Garrison) contient le complexe militaire de Rheindahlen (en) et le QG de l'Allied Rapid Reaction Corps (en).
Durant la période des « troubles » en Irlande du Nord, la PIRA a pris pour cible le personnel militaire en Allemagne entre 1988 et 1990. Les différentes attaques ont conduit à la mort de 9 personnes, y compris des civils, et beaucoup de blessés.
Selon la BBC, la présence de la BFG en Allemagne, en 2004, génère 1,5 milliard d'euros chaque année pour l'économie allemande.
En 2010, la BFG à un effectif de 20 000 militaires accompagné de 23 000 proches et dispose de 4 700 employés civils.
La Strategic Defense Review annoncé le 19 octobre 2010 annonce la fin de la présence militaire britannique en Allemagne en 2020. La moitié du personnel devra être rentrée d'ici à 2015, et le reste d'ici à 2020. En mars 2013, on annonce que les derniers 4 300 militaires britannique quitteront le pays entre 2016 et 2019.
Depuis 2020, les quelques dépôts et terrains d'entraînement restants dépendent de la British Army Germany (en). En novembre 2021, il est annoncé dans le cadre d'une autre réorganisation de la British Army qu'une base avancée de l'OTAN dans le Sennelager Training Area (en) servira de dépôt avancé de plusieurs centaines de véhicules dont des chars de combat avec un effectif de 250 militaires.
La British Army Germany rugby union team (en) joue régulièrement des matchs contre des nations comme la Belgique, le Danemark, les Pays-Bas, l'Allemagne ou le Luxembourg.

## Organisation
Le soutien administratif pour le personnel militaire britannique en Allemagne et à travers l'Europe continentale est déléguée à l'United Kingdom Support Command (commandement de soutien du Royaume-Uni). Les 4 garnisons en Allemagne sont sous le contrôle administratif direct de l'UKSC. L'officiel général commandant l'UKSC est également à la tête de la British Forces Liaison Organisation, qui est responsable de la liaison et du maintien des relations avec les autorités civiles allemandes.
Environ 56 000 personnes font partie de la BFG, avec seulement 23 000 dans l'armée elle-même et près de 2 200 civils postés en Allemagne[Quand ?].

## Unités en 2010

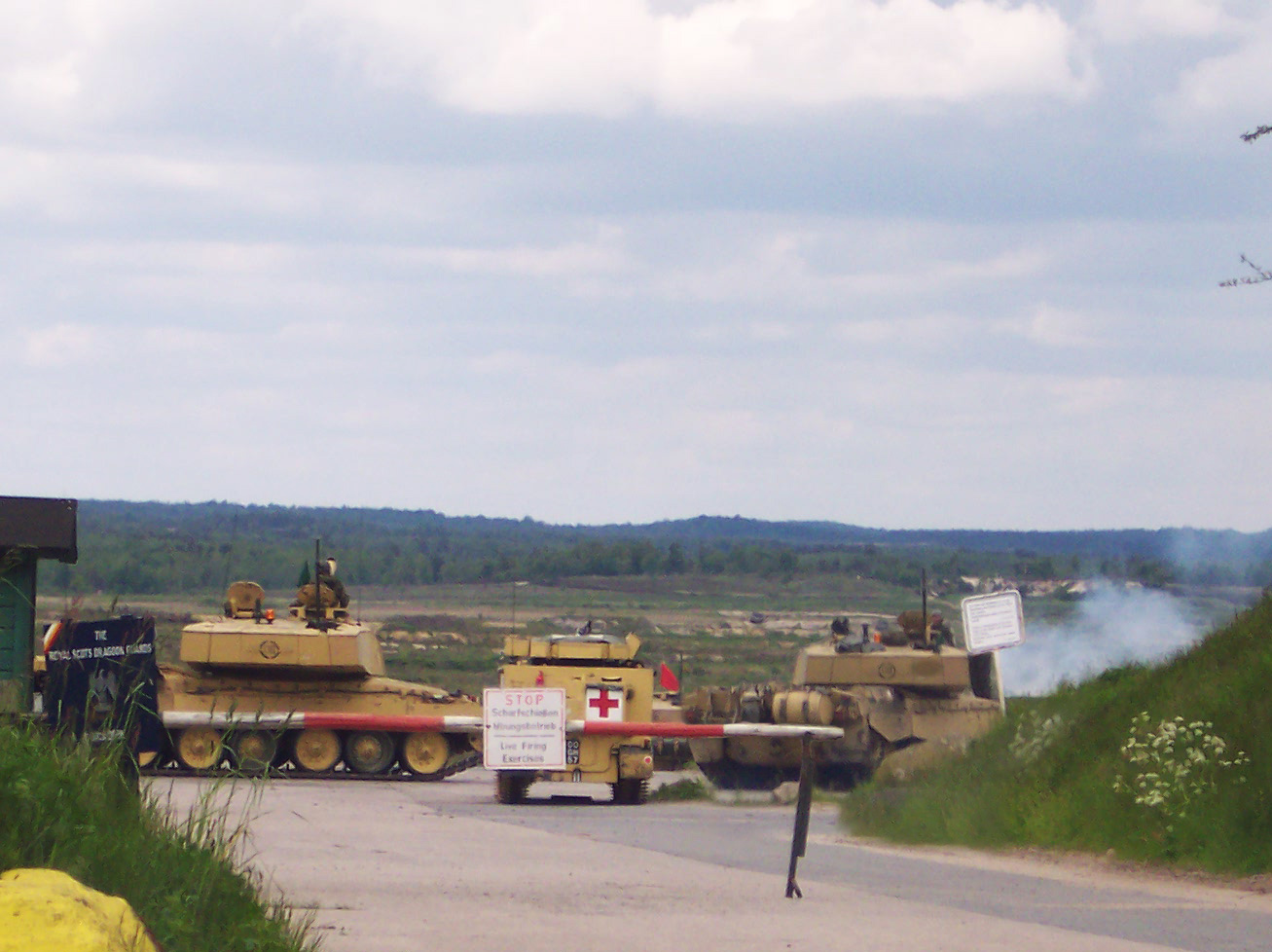
Challenger 2 sur le terrain d'entrainement de Bergen-Hohne en 2004.

### 1redivisionblindée
(1st Armoured Division)
- 1er régiment de l'Army Air Corps (Lynx)
- 12e régiment de la Royal Artillery (défense aérienne)
- 1er régiment de soutien logistique du Royal Logistic Corps (en)
- 1er régiment de la Royal Military Police
- 1er régiment de transmission de la 1re division blindée

### 7ebrigadeblindée

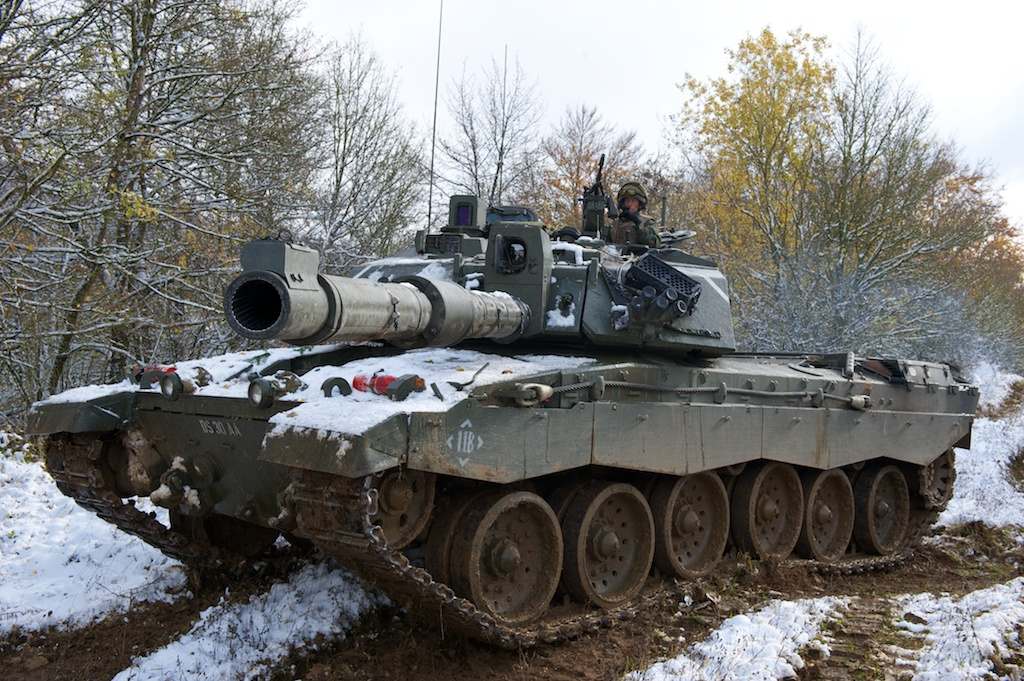
Challenger 2 du 3e bataillon du en 2012.

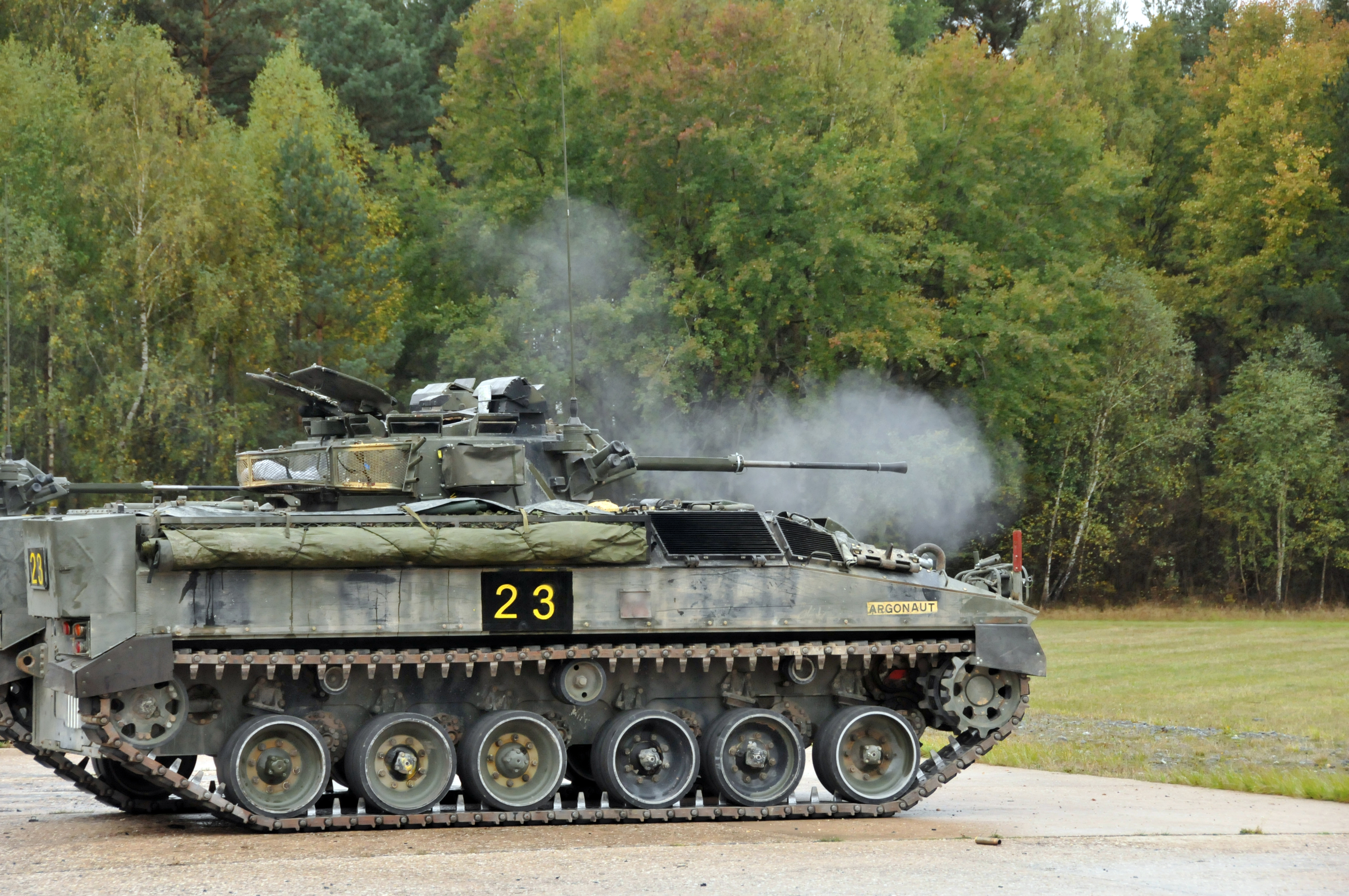
Un FV510 Warrior du même bataillon.

(7th Armoured Brigade ou « The Desert Rats »)
- Royal Scots Dragoon Guards (blindés)
- 3e bataillon du The Mercian Regiment (en) (infanterie blindée)
- The Highlanders, 4e bataillon du Royal Regiment of Scotland (infanterie blindée)
- 2e bataillon du Royal Anglian Regiment (en) (infanterie légère)
- The 9e/12e Lancers (formation de reconnaissance)
- 3e régiment de la Royal Horse Artillery (artillerie auto-propulsée)
- 32e régiment du génie des Royal Engineers
- 207e escadron de transmission du Royal Corps of Signals
- 2e bataillon du Royal Electrical and Mechanical Engineers (en)
- 2e régiment médical du Royal Army Medical Corps
- 2e régiment de soutien logistique du Royal Logistic Corps (en)
- 111e compagnie de la Royal Military Police

### 20ebrigade blindée(en)
(20th Armoured Brigade ou « The Iron Fist »)
- Queen's Royal Hussars (The Queen's Own and Royal Irish) (en) (blindés)
- 1er bataillon du Princess of Wales's Royal Regiment (Queen's and Royal Hampshires) (infanterie blindée)
- 5e bataillon de The Rifles (infanterie blindée)
- 1er bataillon du Yorkshire Regiment (en) (Prince of Wales Own) (infanterie légère)
- 1er régiment des Queen's Dragoon Guards (en) (formation de reconnaissance)
- 26e régiment de la Royal Artillery (artillerie auto-propulsée)
- 35e régiment du génie des Royal Engineers
- 200e escadron de transmissions du Royal Corps of Signals
- 3e bataillon des Royal Electrical and Mechanical Engineers (en)
- 1er régiment médical du Royal Army Medical Corps (basée à Münster)
- 110e compagnie de la Royal Military Police

### 102ebrigade logistique(en)
(102nd Logistics Brigade)
- 262e escadron des transmissions du Royal Corps of Signals
- 6e régiment de fournitures du :en:Royal Logistic Corps (en)
- 7e régiment du Royal Logistic Corps (en)
- 8e régiment du Royal Logistic Corps (en)
- 5e régiment de soutien médical général du Royal Army Medical Corps
- 5e régiment de la Royal Military Police
- 102e unité de soutien de chiens militaires du Royal Army Veterinary Corps